# سیلویو فرناندس (شمشیرباز زاده ۱۹۷۹)
سیلویو فرناندس (اسپانیایی: Silvio Fernández‎؛ زادهٔ ۹ ژانویهٔ ۱۹۷۹) شمشیرباز اهل ونزوئلا بود.
او در سال 2008 در Challenge Bernadotte در استکهلم دوم شد.
در ژوئن ۲۰۱۳، او مدال طلا را در مسابقات قهرمانی شمشیربازی پان امریکن در کارتاخنا پس از شکست هموطن خود روبن لیماردو به دست اورد.